# Yathreb Adel
Pour les articles homonymes, voir Adel.
Yathreb Adel, née le 6 mars 1996 à Héliopolis, est une joueuse de squash représentant l'Égypte. Elle atteint en juillet 2020, la 13e place mondiale sur le circuit international, son meilleur classement. Elle est finaliste du championnat du monde junior en 2012 face à Nour El Sherbini. Elle annonce sa retraite sportive en octobre 2024.

## Biographie
Très jeune, elle s'affirme au plus haut niveau, remportant chaque année sa catégorie d'âge lors du British Junior Open, championnat du monde officieux pour les jeunes.
Elle se met en évidence lors de l'US Open 2014 où elle sort des qualifications pour s'incliner en quart de finale face à Camille Serme. Depuis septembre 2014, elle est étudiante à l'université de Roehampton en business management. Après 18 mois sans compétition à cause d'une blessure et tombée à la 229e place mondiale, elle fait un retour tonitruant en septembre 2017 en sortant des qualifications de l'Open de Macao avec des victoires sur Hania El Hammamy et Tong Tsz-Wing puis en battant au premier tour la tête de série no 1 et no 2 mondiale Raneem El Weleily. Au tour suivant, elle confirme en éliminant Joey Chan 19e mondiale avant de s'incliner en demi-finale face à Joelle King, 11e mondiale et joueuse en forme du début  de saison.
Elle renforce son image de coupeuse de têtes lors de l'US Open 2018 où elle élimine Nouran Gohar, 7e mondiale puis confirme en éliminant sa compatriote Mayar Hany 15e mondiale. En quart de finale, elle s'incline face à sa compatriote no 1 mondiale Nour El Sherbini qui a le même âge et contre qui elle joue depuis l'âge de 5 ans. En janvier 2019, elle rentre pour la première fois dans le top 20.

## Palmarès

### Titres
- British Junior Open : 2014

### Finales
- Monte-Carlo Squash Classic : 2019
- Championnats du monde junior : 2012